# ブテボ県
ブテボ県（ブテボけん、英語: Butebo District）はウガンダ・東部地域の県。県都は同名のブテボ。

## 歴史
2017年7月1日にパリサ県から分離・発足した。人口約16万人（2017年）。

## 隣接する県
- パリサ県
- クミ県
- ブケデア県
- ムバレ県
- ブダカ県
- キブク県